# Corcelles-près-Concise
Corcelles-près-Concise är en ort och kommun i distriktet Jura-Nord vaudois i kantonen Vaud, Schweiz. Kommunen har 421 invånare (2023).
Kommunen ligger vid Neuchâtelsjön.